# Petero Mataca
Petero Mataca (ur. 28 kwietnia 1933 w Cawaci, zm. 30 czerwca 2014 w Suvie) – fidżyjski duchowny rzymskokatolicki, w latach 1976-2012 arcybiskup metropolita Suvy i tym samym zwierzchnik całego Kościoła katolickiego na Fidżi. Był pierwszym rodowitym mieszkańcem Fidżi na tym stanowisku, wszyscy jego poprzednicy byli misjonarzami zagranicznymi.

## Życiorys
Święcenia kapłańskie przyjął 19 grudnia 1959, udzielił ich mu kardynał Grégoire-Pierre XV Agagianian, ówczesny ormiański patriarcha Cylicji i zarazem proprefekt Kongregacji Rozkrzewiania Wiary. Następnie został inkardynowany do ówczesnego wikariatu apostolskiego Wyspy Fidżi, który w 1966 został przekształcony w archidiecezję Suvy. 27 sierpnia 1974 papież Paweł VI mianował go biskupem pomocniczym archidiecezji ze stolicą tytularną Siminina. Sakry udzielił mu 3 grudnia 1974 ówczesny ordynariusz Suvy, abp George Hamilton Pearce SM. 10 kwietnia 1976 zastąpił arcybiskupa Pearce'a na czele archidiecezji. W kwietniu 2008 osiągnął biskupi wiek emerytalny (75 lat), lecz papież Benedykt XVI polecił mu kontynuowanie posługi arcybiskupiej.
19 grudnia 2012 przeszedł na emeryturę, a jego następcą został Peter Loy Chong.